# Perrovaca
Olga (Ciudad Universitaria de la Universidad Nacional Mayor de San Marcos, 1 de enero de 2008 – ibidem,  28 de marzo de 2019), popularmente conocida como Perrovaca, fue una perra mestiza peruana reconocida como la mascota no oficial de la Universidad Nacional Mayor de San Marcos, símbolo del perro mestizo y del activismo animal en Perú.
Dado el simbolismo de su figura, su relevancia trascendió la comunidad universitaria, llegando a despertar interés y preocupación en la cultura popular local. Su vida e historia fueron cubiertos por los principales medios de comunicación de Perú. Falleció el 28 de marzo de 2019, estando bajo custodia de una familia y en continua vigilancia médico-veterinaria debido a su delicado estado de salud, producto de su diagnóstico previo de cáncer y otras complicaciones.

## Vida
Según información de su placa conmemorativa, Olga nació el 1 de enero de 2008, probablemente ya dentro de la Ciudad Universitaria de la Universidad Nacional Mayor de San Marcos, espacio que ha sido refugio para algunos perros mestizos callejeros de la ciudad de Lima. Perrovaca empezó a ganar notoriedad a partir de su activa participación liderando marchas estudiantiles de diversa índole como marchas contra la corrupción de autoridades, tanto universitarias como gubernamentales; marchas de reivindicación social y movimientos contra la violencia de género, y de otros gremios locales, así como por su recurrente presencia en los exteriores del comedor universitario, donde la alimentaban los estudiantes.
Si bien se le dio el nombre de Olga, los estudiantes la empezaron a llamar Perrovaca, nombre por el cual se popularizaría primero a nivel de la comunidad universitaria, y luego a nivel nacional. Hasta 2018, Perrovaca se había ganado el cariño de la comunidad estudiantil y trabajadores de la universidad, quienes desde entonces la cuidaron, alimentaron y velaron por su salud.
Si bien la popularidad de Perrovaca a nivel universitario era elevada, esta alcanza una mayor difusión en 2014, ya que ese año participó en un concurso organizado por la reconocida empresa Field de Perú, la cual buscaba encontrar a través de una votación en línea al personaje peruano más simbólico del año. Luego de una larga campaña, siendo una de las pocas mascotas participantes, Perrovaca alcanzó el primer puesto del concurso. Como premiación la compañía le otorgó a Perrovaca un diploma de reconocimiento, una casa y alimento equilibrado para perros. Desde entonces alcanzó una gran popularidad, creándose varias páginas en redes sociales con su imagen. Perrovaca fue de especial interés para los nuevos estudiantes que se incorporan anualmente a la universidad. 
En 2017, el programa de televisión peruano Sucedió en el Perú, conducido por Norma Martínez y producido por TV Perú, emitió un episodio titulado "Universidad de San Marcos", en el cual se narró la historia e importancia que ha tenido la institución en el desarrollo académico universitario de América Latina y Perú. En uno de los vídeos promocionales de dicho documental se presentó a Perrovaca como uno de los más famosos personajes de la cultura popular sanmarquina. Desde 2018, Perrovaca fue protagonista de diversas publicaciones y memes en las redes sociales e Internet en general.
Varios de ellos aluden a la salud de la mascota, que captó la atención y pronunciamientos oficiales de instituciones como la Facultad de Medicina Veterinaria de la Universidad Nacional Mayor de San Marcos y la Clínica Veterinaria Pancho Cavero, del médico veterinario y presentador de televisión de los programas Dr. Vet de América Televisión y Los Animales Me Importan de Latina Televisión. Este proceso de concienciación llevó al desarrollo de iniciativas para la mejor alimentación de los perros mestizos mascota de la Universidad Nacional Mayor de San Marcos, y en general para el cuidado y protección de los animales callejeros de la capital.

## Muerte

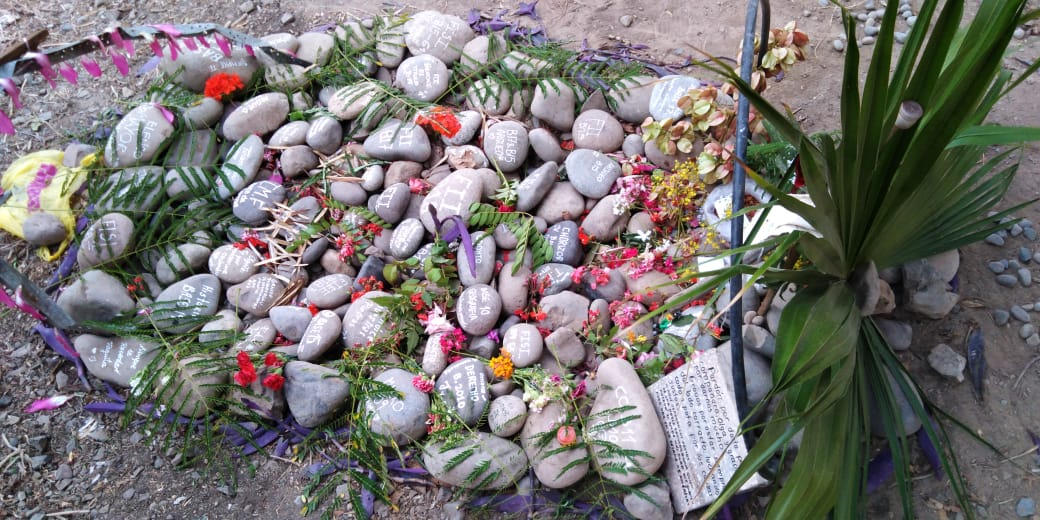
Tumba de Perrovaca, ubicada en la espalda del comedor de la Universidad Nacional Mayor de San Marcos. Posterior a su entierro, el lugar ha sido visitado por varios estudiantes los cuales han ido dejando piedras escritas, flores y otros recuerdos. El rector de la universidad indicó que en los próximos meses se erigirá una estatua y una placa en memoria de Perrovaca.

Luego de varias atenciones médicas, en marzo de 2019 se le diagnosticó cáncer a partir del análisis de dos tumores identificados en su tórax y abdomen. Finalmente siguió un tratamiento paliativo para mejorar su calidad de vida, el cual incluía el uso permanente de una silla de ruedas canina. El 11 de marzo dio una última visita a la Ciudad Universitaria de la Universidad Nacional Mayor de San Marcos, específicamente a los exteriores del comedor universitario que solía frecuentar. Falleció el 28 de marzo de 2019, estando bajo custodia de una familia y en continua vigilancia médica debido a su delicado estado de salud, producto de su diagnóstico previo de cáncer y otras complicaciones. Fue enterrada en una íntima despedida en una zona conocida como el "bosquecillo", ubicada entre el comedor universitario que tanto frecuentaba y el Estadio de la Universidad Nacional Mayor de San Marcos.Posteriormente la placa lamentablemente fue destruida por estudiantes de la Universidad Nacional Mayor de San Marcos.

## Legado
Perrovaca ha sido considerada como símbolo de la comunidad de perros mestizos, y otros animales callejeros en búsqueda de hogar, que eventualmente fueron adoptados por el personal y alumnado de la Universidad Nacional Mayor de San Marcos. Dado el simbolismo de su figura, su relevancia trascendió la comunidad universitaria, llegando a despertar interés y preocupación en la cultura popular local. Su vida, historia, salud y fallecimiento fueron cubiertos por los principales medios de comunicación del país, tales como El Comercio, La República, Perú 21, RPP, Trome, Publimetro, Somos, Radio Capital, entre otros.
Posterior a su fallecimiento y su entierro, como parte del luto en línea se registró una alta actividad en redes sociales con publicaciones en memoria de Perrovaca. Entre estas destacó una que hizo solicitud de la construcción de una estatua y memorial a la figura de Perrovaca (similar al caso del perro japonés Hachiko, que cuenta con una estatua en la estación Shibuya y otra en la Universidad de Tokio), como símbolo de los perros mestizos peruanos y del cuidado que se les debe dar. La Universidad Nacional Mayor de San Marcos, empresas y otras instituciones realizaron pronunciamientos oficiales expresando condolencias. Orestes Cachay Boza, rector de la referida universidad, anunció públicamente que se realizará un monumento en honor a Perrovaca en los exteriores del comedor de la Ciudad Universitaria, lugar que habitó Perrovaca la mayor parte de su vida.
El día de su fallecimiento, el noticiero 90 segundos de Latina Televisión reportó que Perrovaca fue uno de los tres términos tendencia del día en las redes sociales de Perú, junto a Chumbivilcas (por la crisis social en la mina "Las Bambas") y al escritor sanmarquino Mario Vargas Llosa (Premio Nobel de Literatura 2010, que celebraba su onomástico 83).
Tras su muerte, la Universidad Nacional Mayor de San Marcos dispuso la colocación de una lápida en su memoria, la cual fue colocada en el lugar donde fueron enterrados sus restos.